# Projectieve transformatie
In de projectieve meetkunde is een projectieve transformatie, of  projectiviteit, een transformatie van een projectieve ruimte die de samenstelling is van einig veel perspectieve projecties. Een projectieve transformatie beschrijft wat er gebeurt met de waargenomen posities van geobserveerde objecten, wanneer het gezichtspunt van de waarnemer verandert. Projectieve transformaties bewaren geen afstanden en hoeken, maar zij bewaren wel incidentie en dubbelverhoudingen, twee eigenschappen die belangrijk zijn in de projectieve meetkunde. Projectiviteiten vormen een groep.